# Desolation Row
Desolation Row è la traccia di chiusura del sesto album in studio di Bob Dylan, Highway 61 Revisited. È nota per la sua durata (11:21) e per il testo surreale.
Desolation Row è stata descritta come uno dei più alti esempi di lirismo poetico applicato a una canzone pop o rock che dir si voglia.

## Il brano

### Registrazione
Anche se la versione sull'album di Desolation Row è acustica, la canzone venne inizialmente registrata in versione elettrica. La prima take fu incisa durante una sessione serale il 29 luglio 1965 con Harvey Brooks al basso e Al Kooper al pianoforte elettrico. Questa versione è stata pubblicata nel 2005 in The Bootleg Series Vol. 7: No Direction Home: The Soundtrack.
Il 2 agosto, Dylan registrò ulteriori cinque take di Desolation Row. La versione inclusa in Highway 61 Revisited venne registrata il 4 agosto 1965 nello Studio A della Columbia a New York. Il chitarrista Charlie McCoy, che si trovava per caso a New York, fu invitato dal produttore Bob Johnston a contribuire alla registrazione con una parte di chitarra acustica improvvisata e Russ Savakus suonò il basso.

## Cover
- Fabrizio De André ha inciso una traduzione della canzone col titolo Via della povertà nell'album Canzoni. Francesco De Gregori è coautore del testo. Nel 2015 quest'ultimo ha ritradotto il brano, inserendolo nel suo album De Gregori canta Bob Dylan - Amore e furto.
- I Grateful Dead hanno reinterpretato la canzone nel loro album Postcards of the Haning, pubblicato nel 2002.
- Chris Smithers ha incluso la canzone nel suo album Train Home (2003).
- Andrea Appino ha preso la struttura della canzone per cantare un suo testo, La festa della liberazione inserito nel suo album d'esordio da solista Il testamento del 2013.

### Cover dei My Chemical Romance
Il gruppo musicale statunitense My Chemical Romance ha pubblicato come singolo, nel 2009, una cover di Desolation Row per i titoli di coda del film Watchmen.